# Giuseppe Picano
Giuseppe Picano (Sant'Elia Fiumerapido, 1732 – 1810 ca.) è stato uno scultore italiano.

## Biografia

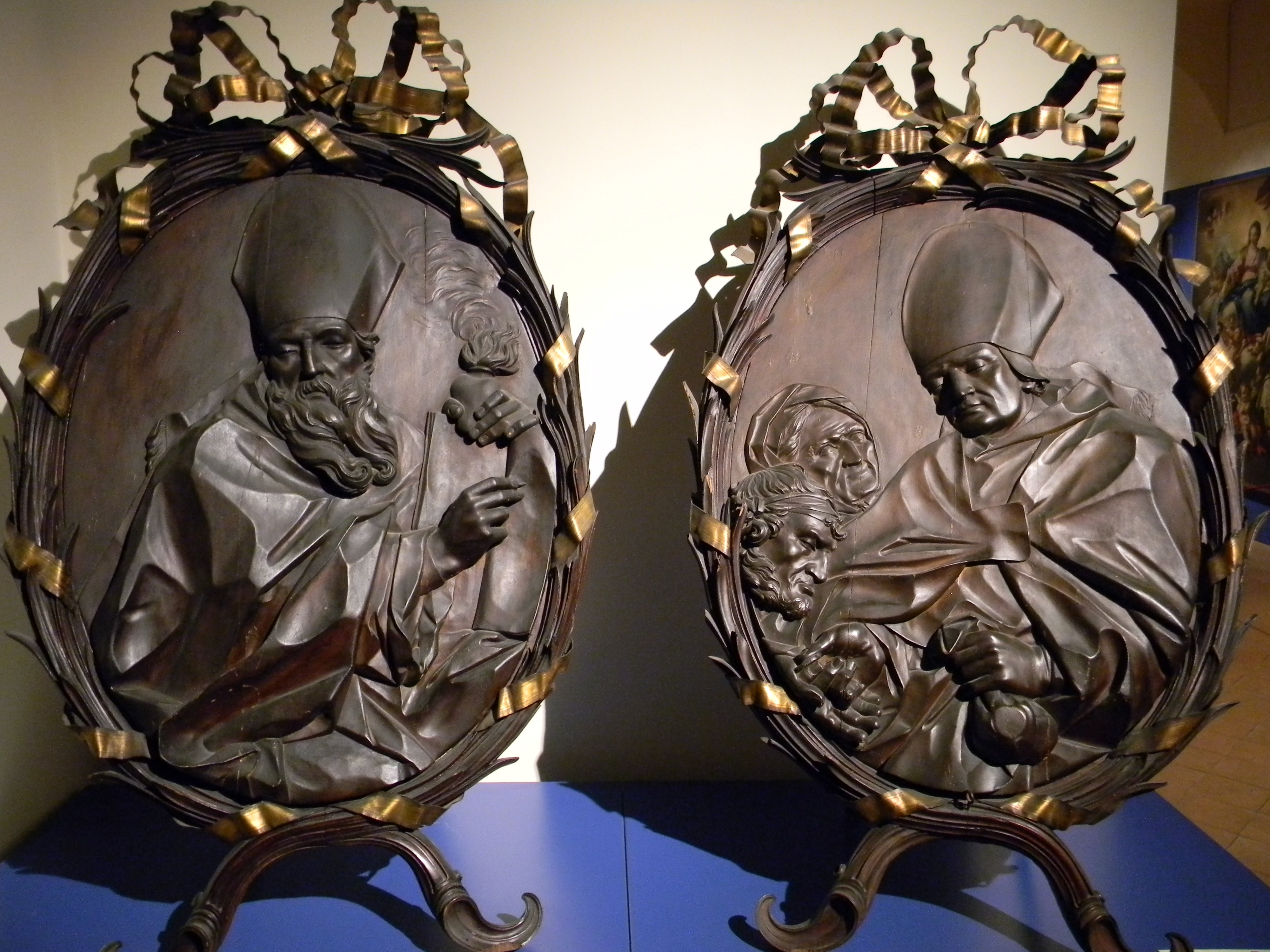
Napoli, Museo diocesano: Sant'Agostino e San Tommaso da Villanova.

Figlio d'arte, il padre Francesco Antonio era a sua volta scultore, nasce a Sant'Elia Fiumerapido, in Lazio e nell'attuale provincia di Frosinone, affinò la sua predisposizione sotto la guida e per conto dei napoletani Luigi Vanvitelli e del figlio Carlo, collaborando in quel periodo con Giuseppe Sanmartino e Giacomo Colombo con i quali fu autore nel 1740 del prezioso presepe ligneo nella chiesa di Santa Maria in Portico a Napoli ancora lì esposto e composto da ben 24 statue ad altezza naturale. Picano lavora prevalentemente a Napoli  e in Campania, utilizzando per le sue opere, a tema religioso, prevalentemente legno ma anche altri materiali quali marmo, terracotta, stucco e cartapesta.
A Sant'Elia sono a lui attribuite le statue lignee di San Rocco e San Michele Arcangelo conservate nella chiesa di San Sebastiano, oltre a quelle esposte ai fedeli nella chiesa di Santa Maria la Nova rappresentanti l'Assunta e quella del profeta Sant'Elia.
A Gesualdo (AV), nella Chiesa Madre di San Nicola, è custodita una sua bellissima opera scultorea, raffigurante l'Immacolata.
Inoltre molte sono le chiese di Napoli che al loro interno conservano molte sue sculture, statue di santi che impreziosiscono gli altari a loro dedicati, e un presepe ligneo di particolare e pregevole fattura.
È sua la pregevole statua lignea conservata in Calabria, nella chiesa di Bivongi (R.C.)./
1. Sant' Elia Fiumerapido, CD-ROM a cura della Bassa Ciociaria progetto Open Toor
2. Benedetto Di Mambro, Sant'Elia Fiumerapido, il Sannio, Casinum e dintorni, Arte Stampa Editore, 2017.